# Pemmation
Pemmation är ett släkte av insekter. Pemmation ingår i familjen Flatidae.
Kladogram enligt Catalogue of Life:
| Pemmation | \| \| Pemmation variabilis \| \| \| \| \| \| Pemmation verrucosa \| \| \| \| |
|           | \| \| Pemmation variabilis \| \| \| \| \| \| Pemmation verrucosa \| \| \| \| |
|           | Pemmation variabilis                                                         |
|           |                                                                              |
|           | Pemmation verrucosa                                                          |
|           |                                                                              |